# Casa Missió de Banyoles
La Casa Missió de Banyoles és una entitat diocesana fundada el 1851 per Joan Planas, dedicada al servei de la predicació i atesa per la comunitat de clergues «Col·legi de Missioners del Bisbat de Girona». Des del 1863 resideix a l'antic monestir de Sant Esteve de Banyoles.
Disposa de una biblioteca amb un fons d'uns 4.000 volums d'entre els segles xvi i XX. El més antic és un incunable del 1496 amb un recull de resolucions del Tribunal de la Rota Romana. Al voltant de 1.200 llibres són anteriors al segle xix.